# Iron Lion Zion
«Iron Lion Zion» es una canción escrita y grabada en abril de 1973 o 1974 por Bob Marley, cantante y compositor jamaicano, y lanzada por primera vez póstumamente en mayo de 1992 en el estuche Songs of Freedom, alcanzando el número 5 en la lista de sencillos del Reino Unido. Una versión remezclada fue lanzada como sencillo e incluida más tarde en 1995 en Natural Mystic: The Legend Lives On. 

## Letra
La letra de la canción está directamente relacionada con las creencias rastafaris. Zion (Sión) es "la tierra prometida", refiriéndose en la canción a Etiopía. El león se refiere al León de Judá, que apareció en el antiguo pabellón real etíope, y representa Haile Selassie I, el último emperador etíope que los rastafaris consideran como su Mesías.
"I am on the rock and then I check a stock.
I have to run like a fugitive to save the life i live.
I'm gonna be iron like a lion in Zion. (Repeat)
Iron lion Zion.
I'm on the run but I ain't got no gun.
See they want to be the star so they fighting tribal war.
And they saying: 'Iron like a lion in Zion'
Iron like a lion in Zion,
Iron lion Zion.
I'm on the rock, (running and you running)"
I take a stock, (running like a fugitive)"
I had to run like a fugitive just to save the life I live
I'm gonna be iron like a lion in Zion. (repeat)
Iron lion Zion, iron lion Zion, iron lion Zion.
Iron like a lion in Zion, iron like a lion in Zion.
Iron like a lion in Zion."

## Listas de canciones
7" sencillo
1. «Iron Lion Zion» — 3:21
2. «Smile Jamaica» (by Bob Marley & The Wailers) — 3:13

CD maxisencillo
1. «Iron Lion Zion» (7" mix) — 3:21
2. «Smile Jamaica» (by Bob Marley & The Wailers) — 3:12
3. «Three Little Birds» (alternative mix) (by Bob Marley & The Wailers) — 2:55
4. «Iron Lion Zion» (12" mix) — 7:02

## Posicionamiento en listas
| Listas (1992/93)                  | Mejor posición |
| --------------------------------- | -------------- |
| Austrian Singles Chart            | 11             |
| Dutch Top 40                      | 4              |
| French SNEP Singles Chart         | 3              |
| German Singles Chart              | 17             |
| Irish IRMA Singles Chart          | 5              |
| New Zealand RIANZ Singles Chart   | 2              |
| Swedish Singles Chart             | 2              |
| Swiss Singles Chart               | 9              |
| UK Singles Chart                  | 5              |
| U.S. Billboard Modern Rock Tracks | 11             |

- Datos: Q2324210